# Michelle Léglise
Michelle Marie Léglise, también conocida como Michelle Léglise o Michelle Vian (Burdeos, 12 de junio de 1920-París, 13 de diciembre de 2017) fue una traductora y poeta francesa.
Se casó con Boris Vian en 1941, con quien tuvo dos hijos, Patrick (nacido en 1942) y Carole (nacida en 1948). Participó activamente en la redacción de las novelas de su marido e inspiró notablemente al personaje de Chloé en L'Écume des jours, novela traducida al español con el título La espuma de los días. 
Después de que la pareja se separó en 1953, Michelle Léglise tuvo una fuerte relación romántica con Jean-Paul Sartre hasta la muerte de este último en 1980.